# Xylotrechus savioi
Xylotrechus savioi är en skalbaggsart som beskrevs av Maurice Pic 1935. Xylotrechus savioi ingår i släktet Xylotrechus och familjen långhorningar. Inga underarter finns listade i Catalogue of Life.